# Listă de forme de relief pe Ariel
Această listă de forme de relief de pe Ariel prezintă caracteristicile geologice numite de pe satelitul lui Uranus numit Ariel. Aproape toate formele de relief sunt numite după spiritele strălucitoare ale mitologiilor lumii.  Toate informațiile din tabelele de mai jos provin de la United States Geological Survey. 

## Văi
Șanțurile care se desfășoară de-a lungul liniei mediane a chasmatelor se numesc vales.
| Vallis            | Numit după                         | Lungime, km | Coordonate                      |
| ----------------- | ---------------------------------- | ----------- | ------------------------------- |
| Leprechaun Vallis | Spiridușii din mitologia irlandeză | 328         | 10°24′S 10°12′E / 10.4°S 10.2°E |
| Sprite Vallis     | Spiritele din mitologia celtică    | 305         | 14°54′S 340°00′E / 14.9°S 340°E |

## Chasme
Grabenele Arieliane se numesc chasmata.
| Chasma          | Numită după                     | Lungime, km | Coordonate                        |
| --------------- | ------------------------------- | ----------- | --------------------------------- |
| Brownie Chasma  | Brownies (folclor britanic)     | 343         | 16°00′S 37°36′E / 16°S 37.6°E     |
| Kachina Chasma  | Kachina (mitologia Hopi)        | 622         | 33°42′S 246°00′E / 33.7°S 246°E   |
| Kewpie Chasma   | Kewpie (folclor britanic)       | 467         | 28°18′S 326°54′E / 28.3°S 326.9°E |
| Korrigan Chasma | Korrigan (folclorul breton)     | 365         | 27°36′S 347°30′E / 27.6°S 347.5°E |
| Kra Chasma      | Kra (sistemul de credințe Akan) | 142         | 32°06′S 354°12′E / 32.1°S 354.2°E |
| Pixie Chasma    | Pixie (folclor britanic)        | 278         | 20°24′S 5°06′E / 20.4°S 5.1°E     |
| Sylph Chasma    | Sylph (folclor britanic)        | 349         | 48°36′S 353°00′E / 48.6°S 353°E   |

## Cratere
| Crater   | Numit după                                        | Diametru, km | Coordonate                        |
| -------- | ------------------------------------------------- | ------------ | --------------------------------- |
| Abans    | Aban (mitologia persană)                          | 20           | 15°30′S 251°18′E / 15.5°S 251.3°E |
| Agape    | Agape (Spenser)                                   | 34           | 46°54′S 336°30′E / 46.9°S 336.5°E |
| Ataksak  | Ataksak (mitologia inuită)                        | 22           | 53°06′S 224°18′E / 53.1°S 224.3°E |
| Befana   | Befana (folclor italian)                          | 21           | 17°00′S 31°54′E / 17°S 31.9°E     |
| Berylune | Bérylune (Maurice Maeterlinck)                    | 29           | 22°30′S 327°54′E / 22.5°S 327.9°E |
| Deive    | Deive (folclor lituanian)                         | 20           | 22°18′S 23°00′E / 22.3°S 23°E     |
| Djadek   | Djadek (folclor ceh)                              | 22           | 12°00′S 251°06′E / 12°S 251.1°E   |
| Domovoy  | Domovoi (mitologia slavă)                         | 71           | 71°30′S 339°42′E / 71.5°S 339.7°E |
| Finvara  | Finvarra (mitologia irlandeză)                    | 31           | 15°48′S 19°00′E / 15.8°S 19°E     |
| Gwyn     | Gwyn ap Nudd (mitologia irlandeză)                | 34           | 77°30′S 22°30′E / 77.5°S 22.5°E   |
| Huon     | Huon de Bordeaux (literatura franceză)            | 40           | 37°48′S 33°42′E / 37.8°S 33.7°E   |
| Laica    | Laica (mitologia inca)                            | 30           | 21°18′S 44°24′E / 21.3°S 44.4°E   |
| Mab      | Regina Mab (folclor englez)                       | 34           | 38°48′S 352°12′E / 38.8°S 352.2°E |
| Melusine | Melusine (literatura franceza)                    | 50           | 52°54′S 8°54′E / 52.9°S 8.9°E     |
| Oonagh   | Oonagh (mitologia irlandeză)                      | 39           | 21°54′S 244°24′E / 21.9°S 244.4°E |
| Rima     | Rima (din Green Mansions de William Henry Hudson) | 41           | 18°18′S 260°48′E / 18.3°S 260.8°E |
| Yangoor  | Yangoor (un spirit bun care aduce lumina zilei)   | 78           | 68°42′S 279°42′E / 68.7°S 279.7°E |